# Станіславув-Перший (Лодзинське воєводство)
Станіславув-Перший (пол. Stanisławów Pierwszy) — село в Польщі, у гміні Щерцув Белхатовського повіту Лодзинського воєводства.
Населення — 300 осіб (2011).
У 1975-1998 роках село належало до Пйотрковського воєводства.

## Демографія
Демографічна структура станом на 31 березня 2011 року:
|          | Загалом | Допрацездатний вік | Працездатний вік | Постпрацездатний вік |
| -------- | ------- | ------------------ | ---------------- | -------------------- |
| Чоловіки | 137     | 19                 | 100              | 18                   |
| Жінки    | 163     | 42                 | 87               | 34                   |
| Разом    | 300     | 61                 | 187              | 52                   |